# Остапенко Олег Володимирович
Оле́г Володи́мирович Оста́пенко (* 27 жовтня 1977, Вінниця, УРСР) — український футболіст, колишній воротар київської «Оболоні». Має досвід виступів за юнацьку збірну команди України.

## Клубна кар'єра
Дорослу футбольну кар'єру розпочав в першологівому клубі «Поділля» з Хмельницького, у складі якого провів дві гри в сезоні 1994-95. Навесні 2006 року захищав ворота команди «Рось» з Білої Церкви.
Перед початком сезону 1996-97 приєднався до вінницької «Ниви», яка змагалася у вищій лізі чемпіонату України, однак того ж сезону зайняла останнє місце в турнірній таблиці і понизилася в класі до першої ліги. Починав виступи у Вінниці як резервний голкіпер, поступово завоював постійне місце у стартовому складі команди. Після 4,5 сезонів, проведених у «Ниві», отримав запрошення приєднатися до складу вищолігового криворізького «Кривбаса». Весняну частину сезону 2000-01 розпочав як основний воротар криворізької команди.
За три роки, під час зимового міжсезоння сезону 2003-04, перейшов до харківського «Металіста», який попереднього сезону вибув до першої ліги. Допоміг своїй новій команді повернутися до елітного дивізіону українського чемпіонату. Був основним голкіпером харківської команди, однак з початком сезону 2005-06 поступився місцем в основі Олександру Горяїнову і почав пошуки нового клубу.
2006 року пробував сили в азербайджанській команді «Інтер» з Баку, у складі якої відіграв лише одну гру і повернувся до України. 2007 року знову захищав кольори «Кривбаса», а у 2008 грав за полтавську «Ворсклу». В обох командах був резервним воротарем. У березні 2009 року уклав дворічний контракт з вірменським клубом «Бананц» (Єреван). Однак вже перед початком сезону 2009-10 повернувся до України і уклав однорічний контракт з іншим представником української Прем'єр-ліги, маріупольським «Іллічівцем», в якому також був резервистом.
Влітку 2010 року як вільний агент приєднався до київської «Оболоні», де розглядався резервистом молодого голкіпера Олександра Рибки. Натомість з початком сезону 2010-11 саме Остапенко зайняв місце воротаря у стартовому складі команди. Однак, після 9 пропущених м'ячів у чотирьох стартових матчах чемпіонату, поступився місцем в «основі» Рибці.
З червня 2013 до 27 березня 2019 року працював тренером воротарів ФК Ворскла.

## Виступи за збірні
Захищав кольори збірної команди України на юнацькому рівні. У складі збірної України U-16 1994 року виборов бронзові нагороди юнацького чемпіонату Європи серед 16-річних.